# Boris Sagredo
Boris Alexis Sagredo Romero (San Felipe, V Región de Valparaíso, Chile, 21 de marzo de 1989) es un futbolista chileno que juega de mediocampista en Unión San Felipe de la Primera B de Chile.

## Trayectoria
Llegó a las Divisiones Menores de Colo-Colo recomendado por el excapitán de Unión San Felipe, Héctor Roco, junto con Ariel Salinas. En el club albo logró debutar el 26 de noviembre de 2006, en el Clausura 2006 donde su equipo ganó 1-0 a Deportes Puerto Montt valido por el partido de ida de cuartos de final de play-off siendo el cambio de Juan Pablo Arenas. Su primer gol lo marcó frente a Palestino el día 25 de noviembre de 2007.
A mediados del 2008 tras tener poca continuidad en el club albo pese a ser considerado una gran promesa, ficha por Palestino, en el club árabe se convierte en una de las figuras que obtiene el subcampeonato del torneo, este rendimiento lo llevaría de regreso a su club formador un semestre en el que tampoco tendría continuidad, por lo que parte a Municipal Iquique donde tampoco vuelve a tener el rendimiento esperado y su club termina descendiendo a la Primera B. Finalizado este préstamo regresa al cacique pero nuevamente es enviado a préstamo, esta vez a Rangers.
Tras permanecer jugando un año en el club piducano ficha a pedido de Ivo Basay en O'Higgins donde comienza en los primeros partidos como banca pero que rápidamente se incorpora al esquema titular logrando un gran desempeño aquel torneo. En el club rancagüino lograría un subcampeonato de la mano de Eduardo Berizzo y regresaría a la Selección de fútbol de Chile pero esto no sería suficiente para seguir en la escuadra del técnico argentino por lo cual nuevamente Ivo Basay lo pide y ficha por el Santiago Wanderers de Valparaíso.

## Selección nacional
Ha sido internacional con la Selección de fútbol de Chile a nivel sub-23 para disputar torneos amistoso y luego de la mano de Marcelo Bielsa en el Torneo Esperanzas de Toulon de 2008 donde sería una de las grandes figura de ese equipo. Luego ha participado a nivel adulto siendo parte de partidos amistosos.

### Partidos internacionales
| Partidos internacionales | Partidos internacionales | Partidos internacionales                                           | Partidos internacionales | Partidos internacionales | Partidos internacionales | Partidos internacionales | Partidos internacionales | Partidos internacionales | Partidos internacionales |
| N.º                      | Fecha                    | Estadio                                                            | Local                    | Resultado                | Visitante                | Goles                    | Asistencias              | DT                       | Competición              |
| ------------------------ | ------------------------ | ------------------------------------------------------------------ | ------------------------ | ------------------------ | ------------------------ | ------------------------ | ------------------------ | ------------------------ | ------------------------ |
| 1                        | 30 de enero de 2008      | Estadio Mundialista de Seúl, Seúl, Corea del Sur                   | Corea del Sur            | 0-1                      | Chile                    |                          |                          | Marcelo Bielsa           | Amistoso                 |
| 2                        | 24 de septiembre de 2008 | Los Angeles Memorial Coliseum, Los Ángeles, Estados Unidos         | México                   | 0-1                      | Chile                    |                          |                          | Marcelo Bielsa           | Amistoso                 |
| 3                        | 4 de noviembre de 2009   | Estadio CAP, Concepción, Chile                                     | Chile                    | 2-1                      | Paraguay                 |                          |                          | Marcelo Bielsa           | Amistoso                 |
| 4                        | 15 de febrero de 2012    | Estadio Feliciano Cáceres, Luque, Paraguay                         | Paraguay                 | 2-0                      | Chile                    |                          |                          | Claudio Borghi           | Amistoso                 |
| 5                        | 15 de enero de 2013      | Estadio La Portada, La Serena, Chile                               | Chile                    | 2-1                      | Senegal                  |                          |                          | Jorge Sampaoli           | Amistoso                 |
| 6                        | 19 de enero de 2013      | Estadio Municipal Alcaldesa Ester Roa Rebolledo, Concepción, Chile | Chile                    | 3-0                      | Haití                    |                          |                          | Jorge Sampaoli           | Amistoso                 |
| Total                    | Total                    | Total                                                              | Presencias               | 6                        | Goles                    | 0                        |                          |                          |                          |

| Selección chilena | Selección chilena | Selección chilena |
| Año               | Partidos          | Goles             |
| ----------------- | ----------------- | ----------------- |
| 2008              | 2                 | 0                 |
| 2009              | 1                 | 0                 |
| 2012              | 1                 | 0                 |
| 2013              | 2                 | 0                 |
| Total             | 6                 | 0                 |

## Estadísticas
| Club                       | Div.          | Temporada     | Liga  | Liga  | Copas nacionales | Copas nacionales | Torneos internacionales | Torneos internacionales | Total | Total |
| Club                       | Div.          | Temporada     | Part. | Goles | Part.            | Goles            | Part.                   | Goles                   | Part. | Goles |
| -------------------------- | ------------- | ------------- | ----- | ----- | ---------------- | ---------------- | ----------------------- | ----------------------- | ----- | ----- |
| Colo-Colo · Chile          | 1°            | 2009          | 1     | 0     | —                | —                | —                       | —                       | 1     | 0     |
| Colo-Colo · Chile          | 1°            | 2007          | 6     | 1     | —                | —                | 1                       | 0                       | 7     | 1     |
| Colo-Colo · Chile          | 1°            | 2008          | 7     | 1     | —                | —                | —                       | —                       | 7     | 1     |
| Colo-Colo · Chile          | 1°            | 2009          | 3     | 0     | 1                | 0                | —                       | —                       | 4     | 0     |
| Colo-Colo · Chile          | Total club    | Total club    | 17    | 2     | 1                | 0                | 1                       | 0                       | 19    | 2     |
| Palestino · Chile          | 1°            | 2008          | 15    | 0     | —                | —                | —                       | —                       | 15    | 0     |
| Palestino · Chile          | Total club    | Total club    | 15    | 0     | 0                | 0                | 0                       | 0                       | 15    | 0     |
| Municipal Iquique · Chile  | 1°            | 2009          | 8     | 0     | 4                | 0                | —                       | —                       | 12    | 0     |
| Municipal Iquique · Chile  | Total club    | Total club    | 8     | 0     | 4                | 0                | 0                       | 0                       | 12    | 0     |
| Rangers · Chile            | 2°            | 2010          | 21    | 1     | 2                | 4                | —                       | —                       | 23    | 5     |
| Rangers · Chile            | Total club    | Total club    | 21    | 1     | 2                | 4                | 0                       | 0                       | 23    | 5     |
| O'Higgins · Chile          | 1°            | 2011          | 36    | 8     | 5                | 2                | —                       | —                       | 41    | 10    |
| O'Higgins · Chile          | 1°            | 2012          | 38    | 5     | 5                | 6                | 2                       | 0                       | 45    | 11    |
| O'Higgins · Chile          | 1°            | 2013          | 11    | 2     | 1                | 0                | —                       | —                       | 12    | 2     |
| O'Higgins · Chile          | Total club    | Total club    | 85    | 15    | 11               | 8                | 2                       | 0                       | 98    | 23    |
| Santiago Wanderers · Chile | 1°            | 2013-14       | 32    | 4     | 5                | 0                | —                       | —                       | 37    | 4     |
| Santiago Wanderers · Chile | Total club    | Total club    | 32    | 4     | 5                | 0                | 0                       | 0                       | 37    | 4     |
| Ñublense · Chile           | 1°            | 2014-15       | 19    | 2     | 2                | 0                | —                       | —                       | 21    | 2     |
| Ñublense · Chile           | Total club    | Total club    | 19    | 2     | 2                | 0                | 0                       | 0                       | 21    | 2     |
| San Luis · Chile           | 1°            | 2015-16       | 30    | 2     | 8                | 1                | —                       | —                       | 38    | 3     |
| San Luis · Chile           | 1°            | 2016-17       | 11    | 2     | —                | —                | —                       | —                       | 11    | 2     |
| San Luis · Chile           | Total club    | Total club    | 41    | 4     | 8                | 1                | 0                       | 0                       | 49    | 5     |
| Total carrera              | Total carrera | Total carrera | 238   | 28    | 33               | 13               | 3                       | 0                       | 274   | 41    |
| 1. 2. 3.                   |               |               |       |       |                  |                  |                         |                         |       |       |

## Palmarés

### Campeonatos nacionales
| Título           | Club      | País  | Año    |
| ---------------- | --------- | ----- | ------ |
| Primera División | Colo-Colo | Chile | 2006-C |
| Primera División | Colo-Colo | Chile | 2007-A |
| Primera División | Colo-Colo | Chile | 2007-C |